# Reinado Internacional del Café 2014
Reinado Internacional del Café 2014 fue la XLIII edición del certamen Reinado Internacional del Café, el cual se celebró el 11 de enero de 2014 en Manizales, Colombia. Al evento asistieron 24 candidatas de diferentes países del mundo. Al final del evento, la reina saliente Ivanna Vale de Venezuela coronó a Priscila Durand de Brasil como su sucesora; esta es la octava ocasión que dicho país se alza con el título.

## Resultados
| Posición                             | Candidata                       |
| ------------------------------------ | ------------------------------- |
| Reina Internacional del Café 2014    | - Brasil - Priscila Durand      |
| Virreina Internacional del Café 2014 | - Colombia - Estefanía Muñoz    |
| 1.ª Princesa                         | - España - Remedios Gómez       |
| 2.ª Princesa                         | - Paraguay - Noelia Díaz        |
| 3.ª Princesa                         | - Uruguay - Antonella Rodríguez |

### Premios especiales
| Posiciones          | Delegada                        |
| ------------------- | ------------------------------- |
| Reina de la Policía | - Uruguay - Antonella Rodríguez |
| Miss Simpatía       | - El Salvador - Stefani Palma   |
| Mejor Rostro        | - Colombia - Estefanía Muñoz    |
| Mejor Cabello       | - Paraguay - Noelia Díaz        |
| Mejores Piernas     | - Brasil - Priscila Durand      |

### Reina de la Policía
| Posiciones                       | Delegada                                                                        |
| -------------------------------- | ------------------------------------------------------------------------------- |
| Reina de los Carabineros 2014    | - Uruguay - Antonella Rodríguez                                                 |
| Virreina de los Carabineros 2014 | - Colombia - Estefanía Muñoz                                                    |
| Top 5                            | - Brasil - Priscila Durand - Costa Rica - Brenda Muñoz - Paraguay - Noelia Díaz |

## Candidatas
23 candidatas Asistieron para competir por el título.
| País                 | Candidata                 | Edad | Estatura | Residencia      |
| -------------------- | ------------------------- | ---- | -------- | --------------- |
| Alemania             | Manou Volkmer             | 20   | 1.80 m   | Berlín          |
| Argentina            | Stefanía Incandela        | 19   | 1.73 m   | Buenos Aires    |
| Aruba                | Giorgina Martinus         | 19   | 1.72 m   | Oranjestad      |
| Bahamas              | Lashanda Wildgoose        | 24   | 1.73 m   | Nassau          |
| Bolivia              | Alejandra Castillo        | 20   | 1.82 m   | Tarija          |
| Brasil               | Priscila Durand           | 23   | 1.75 m   | Maceió          |
| Canadá               | Ela Mino                  | 21   | 1.75 m   | Calgary         |
| Colombia             | Estefanía Muñoz Jaramillo | 19   | 1.76 m   | Pereira         |
| Costa Rica           | Brenda Muñoz              | 19   | 1.75 m   | Santa Cruz      |
| Ecuador              | Martha Romero             | 20   | 1.75 m   | Nobol           |
| El Salvador          | Stefani Palma             | -    | -        | San Salvador    |
| España               | Remedios Gómez            | 21   | 1.73 m   | Cartama         |
| Estados Unidos       | Gabriela Warner           | -    | -        | Nueva York      |
| Guatemala            | Alejandra Morales Teo     | 20   | 1.75 m   | Patzicía        |
| Haití                | Cassandre Paul            | 18   | 1.73 m   | Puerto Príncipe |
| Honduras             | Adriana Redondo           | 18   | 1.75 m   | Choloma         |
| Paraguay             | Noelia Díaz               | 21   | 1.80 m   | Asunción        |
| Perú                 | Leonela Alzamora          | 23   | 1.77 m   | Lima            |
| Portugal             | Elisabete Rodrigues       | 20   | 1.74 m   | Oporto          |
| Puerto Rico          | Delinette Rodríguez       | 18   | 1.75 m   | Añasco          |
| República Dominicana | Carmen Muñoz Gúzman       | 21   | 1.81 m   | Licey al Medio  |
| Uruguay              | Antonella Rodríguez       | 19   | 1.75 m   | Durazno         |
| Venezuela            | Daniela José Reyes Soto   | 24   | 1.75 m   | Maracaibo       |

## Participaciones en otros certámenes
Miss Universo:
- 2017:  Argentina - Stefanía Belén Incandela
- 2017:  República Dominicana - Carmen Muñoz Gúzman

Miss Mundo:
- 2013:  Bolivia - Alejandra Castillo
- 2013:  Portugal - Elisabete Mejias Rodrigues

Miss Internacional:
- 2013:  República Dominicana - Carmen Muñoz Gúzman

Miss Tierra:
- 2011:  Alemania - Manou Volkmer
- 2015:  Colombia - Estefanía Muñoz Jaramillo (Top 8)

Miss Intercontinental:
- 2013:  Costa Rica - Brenda Muñoz (Top 15)

Continentes Unidos:
- 2012:  Guatemala - Alejandra Morales Teo
- 2013:  Costa Rica - Brenda Muñoz

Reina Mundial del Banano:
- 2012:  Perú - Leonela Milagros Alzamora
- 2013:  Alemania - Manou Volkmer (Ganadora)

Miss Mesoamérica:
- 2014:  El Salvador - Stefani Jasmine Palma Rebollo

Miss Global Internacional:
- 2013:  Bahamas - Lashanda Wildgoose (Segunda Finalista)

World Miss University:
- 2012:  Canadá - Rasela Mino

Reinado Internacional de la Ganadería:
- 2013:  Argentina - Stefanía Belén Incandela

Reina Costa Maya International:
- 2013:  Guatemala - Alejandra Morales Teo

Miss Model Intercontinental:
- 2012:  Ecuador - Martha Romero (Ganadora)

Miss Teen Continental:
- 2013:  Haití - Cassandre Paul